# Oireachtas
34e Dáil Éireann
27e Seanad Éireann
Leinster House
L'Oireachtas (en irlandais : an tOireachtas /ˈɛɾʲaxt̪ˠəsˠ/) est l'ensemble du corps législatif irlandais. Le terme « Parlement national » apparaît à l'article 15 de la Constitution de l'Irlande, mais c'est plus une description du rôle de l'Oireachtas qu'une appellation officielle supplémentaire. L'Oireachtas comprend la présidence d'Irlande et les deux chambres législatives : le Dáil Éireann (littéralement « Assemblée d'Irlande ») et le Seanad Éireann (« Sénat d'Irlande »).
Les deux chambres de l'Oireachtas (Tithe an Oireachtais) ont leur siège à Leinster House, l'ancien palais ducal du XVIIIe siècle, dans le centre de Dublin.

## Composition
La chambre basse, le Dáil Éireann, est élue au suffrage universel direct par tous les citoyens irlandais et britanniques résidents, ayant dix-huit ans ou plus. Ce scrutin a lieu au moins tous les cinq ans, comme l'exige la loi, mais la chambre peut être dissoute à tout moment par le Premier ministre, ou Taoiseach, ce qui provoque des élections anticipées. Celles-ci se font selon un système de représentation proportionnelle.
La chambre haute, le Seanad Éireann, est élue au suffrage indirect. Ses membres sont choisis de plusieurs façons. 43 sénateurs sont élus par des conseillers et des parlementaires, 11 sont nommés par le Premier ministre, et 6 par deux circonscriptions universitaires.
Le président de l'Irlande est élu au suffrage universel direct pour une durée de sept ans, renouvelable une seule fois. Toutefois, comme cela est arrivé en un certain nombre d'occasions, si les principaux partis politiques aboutissent à un consensus sur un candidat unique, il n'y a pas de réelle élection.

## Rôle
Toute proposition de loi doit être en principe approuvée par les deux chambres, mais le Dáil a la possibilité d'outrepasser le refus du Seanad. Elle doit être ensuite signée par le président d’Irlande. Les projets de loi destinés à amender la Constitution doivent être approuvés préalablement par référendum, avant d'être présentés au Président.
En fait, le plus souvent, le président est tenu de signer les lois promulguées par l'Oireachtas, mais il a toujours la possibilité de soumettre la plupart des projets de loi à la Cour suprême, pour juger de leurs constitutionnalités. Le Sénat, quant à lui, ne peut que retarder l’approbation des lois et non les refuser. C’est donc le Dáil Éireann qui possède la primauté législative. La formule générale de promulgation des lois de l’Oireachtas est : « Que soit promulgué par l’Oireachtas ce qui suit : ». Pour une loi avec un préambule, cette formule devient : « Que soit par conséquent promulgué par l’Oireachtas ce qui suit : »

## Pouvoirs
L'Oireachtas a le pouvoir exclusif de :
- Légiférer, y compris dans l’élaboration du budget national.
- Créer des corps législatifs subordonnés
- Proposer, à l'initiative du Dáil, des amendements à la Constitution (qui doivent ensuite être soumis à référendum)
- Lever les armées
- Permettre aux lois internationales (par exemple européennes) de devenir nationales
- Voter certaines lois ayant un effet extra-territorial, conformément aux pratiques similaires des autres États concernés
- nPromulguer, en cas d'état d'urgence, presque n'importe quelle loi jugée nécessaire

## Limitations
- Les lois sont invalides si elles contredisent la Constitution
- En cas de conflit, les lois européennes prennent le pas sur les lois de l'Oireachtas
- Les lois n'ont pas d'effet rétroactif
- La peine de mort ne pourra pas être rétablie, même en cas d'état d'urgence
- La législation ne s'applique qu'en république d'Irlande et non en Irlande du Nord.

## Commissions
Chaque chambre de l'Oireachtas possède ses propres commissions, mais il existe aussi un certain nombre de commissions paritaires, composées de membres des deux chambres. Elles sont actuellement au nombre de vingt :
- Commission paritaire pour l'agriculture et l'alimentation
- Commission paritaire pour les arts, le sport, le tourisme, la communauté et les affaires rurales et du Gaeltacht
- Commission paritaire pour les communications, les ressources marines et naturelles
- Commission paritaire pour l'éducation et la science
- Commission paritaire pour les PME
- Commission paritaire pour l'environnement et le gouvernement local
- Commission paritaire pour les affaires européennes
- Commission paritaire pour les finances et le service public
- Commission paritaire pour les affaires étrangères
- Commission paritaire pour la santé et l'enfance
- Commission paritaire pour la justice, l'égalité, la défense et le droit des femmes
- Commission paritaire pour les affaires sociales et familiales
- Commission paritaire pour le transport
- Commission sur l'article 35.4.1 de la Constitution et la section 39 de la loi de 1924
- Commission paritaire sur la Constitution
- Commission paritaire sur l'audiovisuel et l'information parlementaire
- Commission paritaire sur les services de la Chambre
- Commission paritaire sur les règlements intérieurs
- Commission permanente sur les lois de finance
- Groupe de travail des présidents de commission

## Histoire
Le mot « oireachtas » vient du nom irlandais de la famille des MagOireachtaigh (les Geraghty), qui aurait fourni des conseillers au roi O'Connor. Ce nom a été donné à deux des Parlements de l'histoire de l'Irlande : l'Oireachtas de l'État libre d'Irlande de 1922 à 1937, et l'actuel Oireachtas de la république d'Irlande depuis 1937.
Le premier Parlement à avoir existé en Irlande fut le Parlement d'Irlande. Il dura jusqu'en 1801. Ce Parlement administra la totalité de l'île d'Irlande, mais, pendant toute son histoire, il fut subordonné à des degrés divers au Parlement d'Angleterre, puis au Parlement du Royaume-Uni. Le Parlement d'Irlande comprenait le roi d'Irlande, une Chambre des lords irlandaise et une Chambre des communes irlandaise. En 1800, il s'abolit lui-même, quand, après une vaste corruption de ses membres, il adopta l'Acte d'Union, qui prit effet le 1er janvier 1801.
Le prochain corps législatif ayant existé en Irlande n'apparut qu'en 1919. C'était un Parlement monocaméral non légal, établi par les républicains irlandais, et appelé simplement Dáil Éireann. Ce Dáil révolutionnaire était théoriquement le corps législatif de toute l'île. En 1920, le gouvernement britannique créa, en parallèle avec cette assemblée, un gouvernement autonome d'Irlande, appelé « Parlement de l'Irlande du Sud ». Il était composé du roi, d'une chambre des communes de l'Irlande du Sud et d'un sénat de l'Irlande du Sud. Mais ce Parlement fut boycotté par la plupart des hommes politiques irlandais, et il fut aboli en 1922 avec la création de l'Oireachtas, conformément à la Constitution de l'État libre d'Irlande.
L’Oirechtas de l'État libre d'Irlande se composait du roi et de deux chambres appelées, comme le seront leurs suivantes, Dáil Éireann, définie comme une Chambre des députés, et Seanad Éireann. Le Sénat de l'État libre fut pourtant aboli en 1935, et l’Oireachtas moderne prit naissance en 1937 lors de l'adoption par référendum de la Constitution d'Irlande.
Les débats télévisés de l'Oireachtas débutèrent en 1990, et ceux des commissions en 1993. Depuis 2005, des diffusions en direct depuis les deux Chambres sont disponibles sur l'Internet grâce à HEAnet et à l'eDemocracy Unit de l'Oireachtas.

## Représentation de l'Irlande du Nord
Malgré l'article 3 de la Constitution, adopté en 1937, qui affirme le droit du parlement et du gouvernement, établis par cette constitution, d'exercer leur autorité sur l'ensemble de l'île, il est également stipulé qu'en attendant la « réintégration » du territoire national, les lois de l'Oireichtas ne s'appliqueraient pas à l'Irlande du Nord. C'est pourquoi il n'y eut aucun effort sérieux de fait pour représenter l'Irlande du Nord au Dáil. En tant que Taoiseach, Éamon de Valera, pourtant farouche opposant à la partition, qui avait été élu comme représentant d'une circonscription du nord dans le premier Dáil, ne maintint pas l'idée de sièges au Dáil pour représenter l'Irlande du Nord, car cela équivalait à une représentation sans impôt. Pourtant par la suite, des premiers ministres ont nommé des délégués pour l'Irlande du Nord au Sénat.
Plus récemment, le Sinn Féin a préconisé le droit, pour les représentants élus de l'Assemblée d'Irlande du Nord, de la Chambre des communes britannique et du Parlement européen, de participer aux débats du Dáil, voire celui de voter. En 2005, le Taoiseach, Bertie Ahern, proposa que les membres du Parlement de l'Irlande du Nord fussent autorisés à s'adresser à une commission paritaire, dans la salle du Dáil. Pourtant, le Fine Gael, le Parti travailliste, les Verts, le Parti socialiste et les Démocrates progressistes, partenaires de coalition d'Ahern, ainsi que certains membres de l'Oireachtas appartenant au Fianna Fáil, s'opposèrent à cette idée. Seul le Sinn Féin, qui avait le plus à gagner d'une telle proposition, la soutint, tandis que le Parti social-démocrate et travailliste, plus modéré, la qualifia de pas en arrière. Cette proposition fut aussi largement critiquée dans les médias, comme dans The Irish Times, l'Irish Independent, l'Irish Examiner, le Sunday Independent et d'autres encore. Seul le Daily Ireland, de tendance républicaine, soutient pleinement la proposition.